# دانفنگ یانگتسه
دانفنگ یانگتسه (انگلیسی: Dongfeng Yangtse) شرکت خودروسازی چینی است، که در سال ۲۰۰۴ تأسیس شد.